# East Carbon
East Carbon je město v okresu Carbon County ve státě Utah ve Spojených státech amerických. K roku 2000 zde žilo 1 393 obyvatel. S celkovou rozlohou 23,1 km² byla hustota zalidnění 60,2 obyvatel na km². Vzniklo v roce 1973 spojením dvou nezačleněných vesnic Dragerton a Columbia.